# Провінція Хіда
Провінція Хіда (яп. 飛騨国 — хіда но куні, "країна Хіда; 飛州 — бісю, «провінція Хіда») — історична провінція Японії у регіоні Тюбу у центрі острова Хонсю. Відповідає північній частині префектури Ґіфу.

## Короткі відомості
Провінція Хіда була утворена у 7 столітті. Її адміністративний центр знаходився у сучасному місті Такаяма.
Попри те, що Хіда розташована близько від столиці Кіото, її землі були ізольовані від сусідніх провінцій високими гірськими хребтами. Ця географічна особливість перетворювала її на відносно безпечний регіон, який не зазнав руйнацій, повстань і воєн середньовіччя. Водночас, Хіда була надзвичайно бідним краєм, що завадило появі і розквіту могутньої місцевої знаті.
З 14 століття провінцією Хіда правив рід Кьоґоку. У середині 16 століття він був змінений родом Анекодзі.
У період Едо (1603—1867) землі Хіди перейшли до сьоґунів Токуґава. Останні, зважаючи на відсутність придатних земель для ведення сільського господарства, скасувавли для місцевих жителів податки, але встановили повинності на ремісників. В цю епоху Хіда прославилися своєю відмінною деривиною та свинцевими копальнями.
У результаті додаткових адміністративних реформ 1876 року провінція Хіда увійшла до складу префектури Ґіфу.

## Повіти
- Йосікі 吉城郡
- Масіта 益田郡
- Оно 大野郡